# Brokblåsmyg
Brokblåsmyg (Malurus lamberti) är en fågel i familjen blåsmygar inom ordningen tättingar.

## Utseende
Häckande hanar har starka färger, med ekollon-bruna skuldror och azurblå krona och öron, medan honor och hanar som inte häckar har en fjäderdräkt som huvudsakligen är gråbrun. Ett par underarter är dock också blåaktiga. 

## Utbredning och systematik
Brokblåsmyg förekommer i kustnära sydöstra Australien, i östra New South Wales och sydöstra Queensland norrut till Gladstone. Den behandlas som monotypisk, det vill säga att den inte delas in i några underarter. Tidigare inkluderade den även purpurryggig blåsmyg (M. assimilis) och vissa gör det fortfarande.

## Levnadssätt
Brokblåsmyg häckar liksom andra blåsmygar i små grupper som gemensamt underhåller och försvarar ett litet revir året runt. Varje grupp består av ett monogamt par som häckar och som har några medhjälpare som också tar hand om ungarna. Hanarna plockar gula kronblad och visar upp dem för honan som en del av uppvaktningen. Denna fågelart äter huvudsakligen insekter och som den finner där den lever i skydd av buskvegetation. 

## Status och hot
Arten har ett stort utbredningsområde och en stor population med stabil utveckling. Utifrån dessa kriterier kategoriserar IUCN arten som livskraftig (LC). Världspopulationen har inte uppskattats men den beskrivs som lokalt ganska vanlig.

## Namn
Fågelns vetenskapliga namn hedrar den engelska botanikern Aylmer Bourke Lambert (1761-1842).

## Bilder

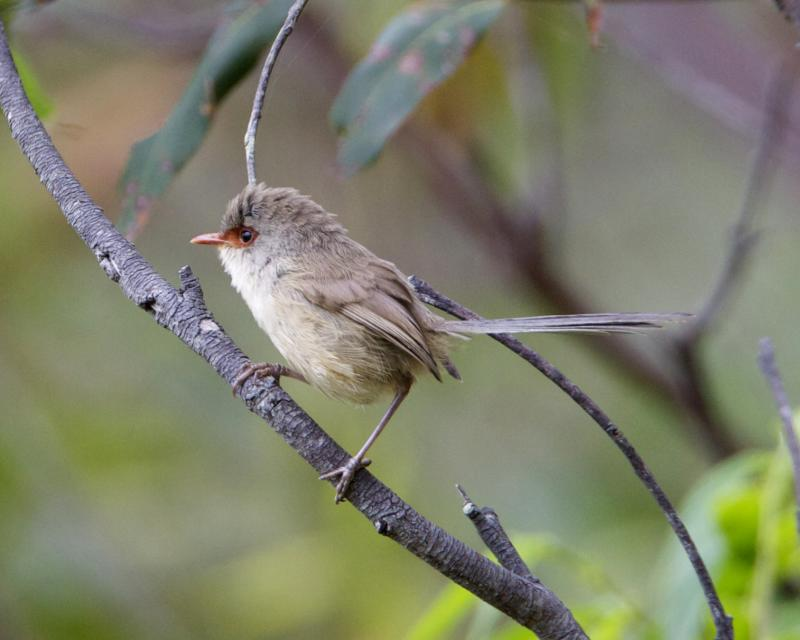
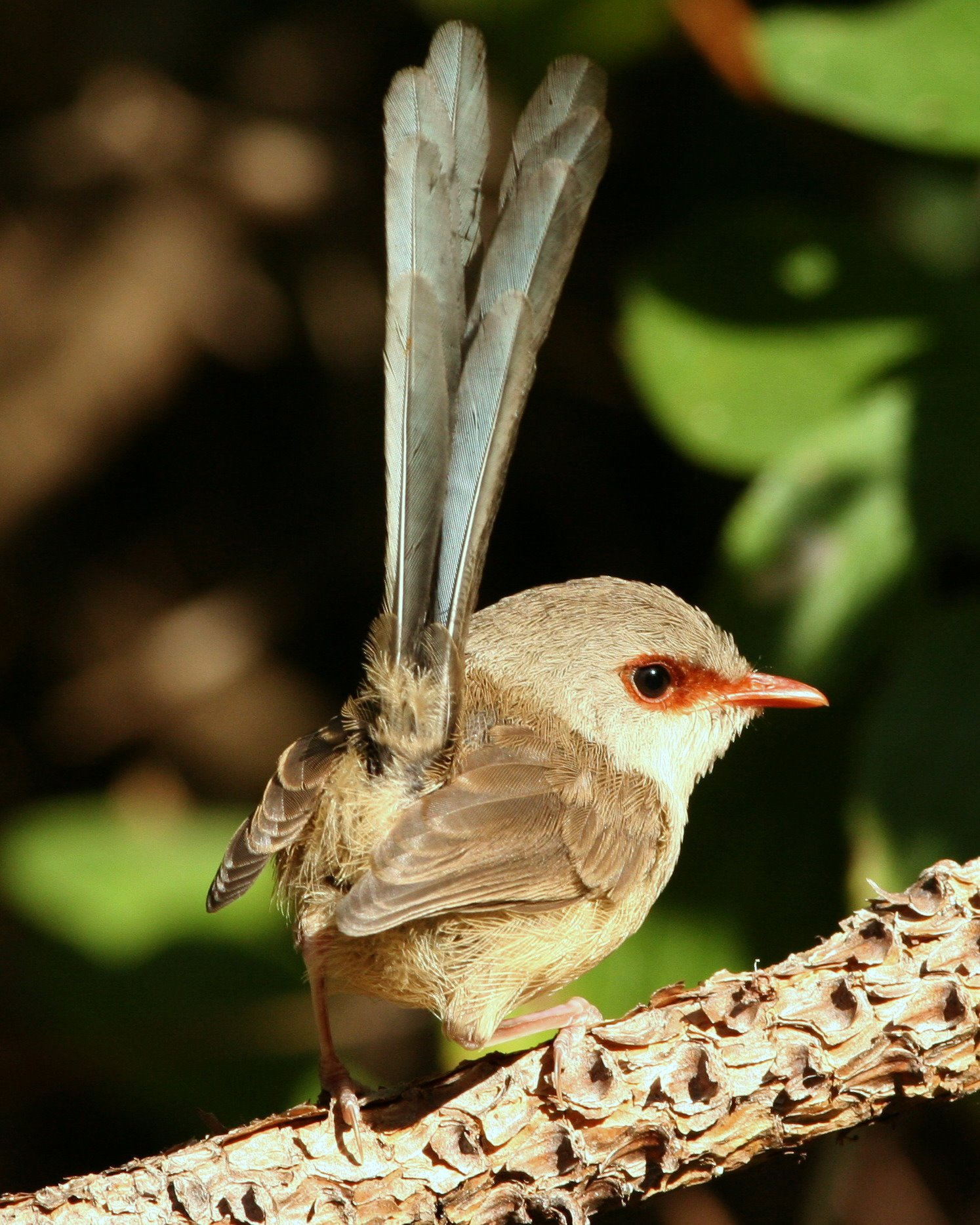
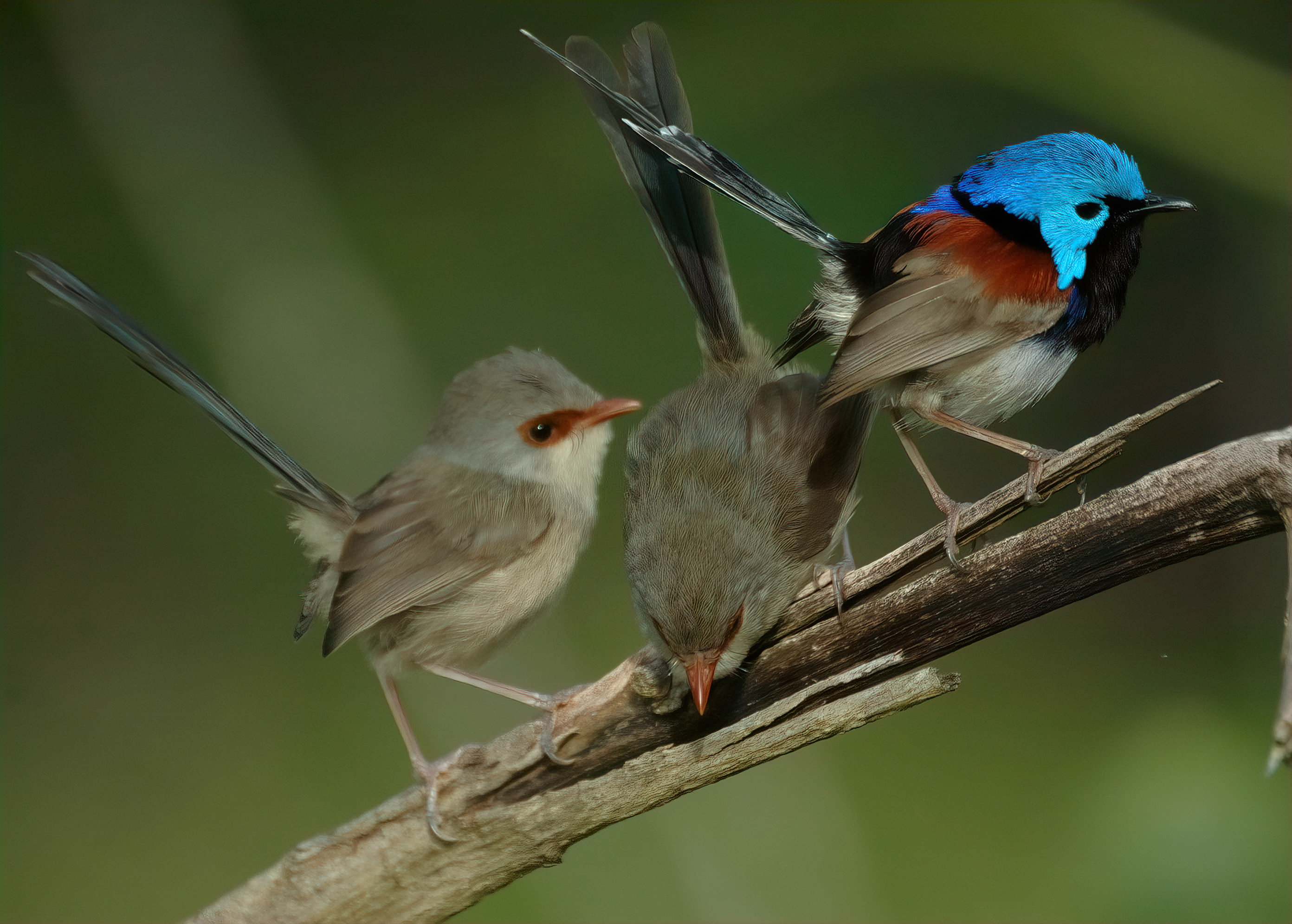